# Kirill Anatoljevics Nababkin
Kirill Anatoljevics Nababkin (Moszkva, Szovjetunió, 1986. szeptember 8. –) orosz labdarúgó, aki jelenleg a CSZKA Moszkvában játszik hátvédként. Az orosz válogatott tagjaként ott volt a 2012-es Európa-bajnokságon.

## Pályafutása
Nababkin az FK Moszkva ifiakadémiáján kezdett el futballozni, az első csapatban 2004-ben mutatkozott be. 2009 decemberében ingyen a CSZKA Moszkvához igazolt. 2011-ben megnyerte csapatával az Orosz Kupát.

## Válogatott
Nababkin bekerült az orosz válogatott 2012-es Európa-bajnokságra utazó keretbe úgy, hogy korábban egyetlen meccsen sem játszott a csapatban. A tornán nem kapott játéklehetőséget, de 2012. június 1-jén, egy Olaszország elleni barátságos meccsen bemutatkozhatott.

## Sikerei, díjai
- CSZKA Moszkva
  - Orosz bajnok: 2012–13, 2013–14, 2015–16
  - Orosz kupa: 2010–11, 2012–13
  - Orosz szuperkupa: 2013, 2014, 2018

## Fordítás
- Ez a szócikk részben vagy egészben  a   Kirill Nababkin című angol Wikipédia-szócikk fordításán alapul.  Az eredeti cikk szerkesztőit annak laptörténete sorolja fel. Ez a jelzés csupán a megfogalmazás eredetét és a szerzői jogokat jelzi, nem szolgál a cikkben szereplő információk forrásmegjelöléseként.